# Cora Sandelová
Cora Sandelová, vlastním jménem Sara Cecilie Margareta Gørvell Fabricius (20. prosince 1880 Oslo – 3. dubna 1974 Uppsala), byla norská spisovatelka a malířka.
Vyrůstala v Tromsø a roku 1906 odešla do Paříže, kde studovala na Colarossiho akademii. Provdala se za švédského sochaře Anderse Jönssona, s nímž se však roku 1926 rozvedla, většinu života prožila ve Stockholmu a Uppsale.
První knihu vydala ve 46 letech a pro zachování soukromí zvolila pseudonym. Jejím nejúspěšnějším dílem byla částečně autobiografická trilogie o mladé umělkyni Albertě. Ve svém díle se soustředila na ženskou psychologii a na vylíčení ospalé maloměstské atmosféry. Psala jazykem riksmål. Česky vyšla její próza Kranova cukrárna (Odeon, 1976) a povídka Sestřenice Tea v antologii Krajina s pobřežím (Argo, 2005). Jejím literárním vzorem byla Colette, kterou překládala do norštiny.
V roce 1937 získala literární cenu nakladatelství Gyldendal Norsk Forlag. V roce 1957 jí byl udělen Řád svatého Olafa.